# Bolschaja Kuriza
Die Bolschaja Kuriza oder Kuriza (russisch Большая Курица) ist ein 50 km langer, rechter Nebenfluss des Seim im Westen des europäischen Teils Russlands in der Oblast Kursk.
Die Bolschaja Kuriza entspringt im Süden der Mittelrussischen Platte im Wald „Kruglak“ (Rajon Solotuchino). Der Fluss mündet in der Nähe des Dorfes Wanina im Rajon Prjamizyno.
Das Einzugsgebiet der Bolschaja Kuriza umfasst 411 km². Der wichtigste Ort an diesem Fluss ist das Dorf Poljanskoje.